# Bloodline Champions
Bloodline Champions est un jeu vidéo de type MOBA développé par Stunlock Studios et édité par Funcom, sorti en 2011 sur Windows.
Il a pour suite spirituelle le jeu Battlerite.

## Accueil
- PC Gamer : 74 %[1]